# Protodiaeretiella berdlandi
Protodiaeretiella berdlandi är en stekelart som först beskrevs av Quilis 1940.  Protodiaeretiella berdlandi ingår i släktet Protodiaeretiella och familjen bracksteklar. Inga underarter finns listade i Catalogue of Life.